# Víctor Manuel Coronado Gómez
Víctor Manuel Coronado, torero nacido el 19 de diciembre de 1970 en El Puerto de Santa María. Falleció el 18 de octubre de 2006 en Aragua, Venezuela), en accidente de tráfico.
Hijo de Guardia Civil, donde ya de muy temprano daba grandes dotes de toreo con gran clase para su edad, Víctor Manuel Coronado debutó con picadores en El Puerto el 13 de septiembre de 1992. Tomó la alternativa el 5-4-1997 en México, concretamente en la plaza de Toros de Texcoco, siendo apadrinado por M.E. Armillita Chico y de testigo Fernando Ochoa.
Se instala en México durante unos años. Poseía varios negocios en su ciudad natal.
Muere en un accidente de tráfico junto a su gran amigo Diego Lechuga, empresario jerezano, cuando viajaban en un taxi en la autopista del estado Venezolano de Aragua, en un lugar próximo al llamado Peaje de Tejerías dirigiéndose hacia Rancho Grande ganadería propiedad de Hugo Molina al que le unía una gran amistad, ya iba a retirarse del toreo para dedicarse íntegramente a su familia y sus negocios.
- Datos: Q6165614